# Bokura ga Ita
Bokura ga Ita (僕等がいた lit. Nosotros estábamos ahí?), conocido en países de habla hispana como Érase una vez nosotros, es una serie de manga escrita e ilustrada por Yuuki Obata. Se centra en la vida de una joven estudiante de primer año de preparatoria, Nanami Takahashi. Originalmente fue publicada por la revista Betsucomi, con el primer volumen tankōbon siendo lanzado el 26 de octubre de 2002. Su adaptación a serie de anime comenzó a transmitirse en Japón el 3 de julio de 2006 y se compone de 26 episodios.
En 2005, el manga ganó el Premio Shōgakukan en la categoría de mejor shōjo. Es uno de los mangas shōjo más populares de Japón, recientemente ha estado en el top 10 de los más vendidos en Japón y ha permanecido muchos meses. El manga y el anime son especialmente populares entre las adolescentes japonesas, expandiendo dicha popularidad por todo el mundo.
Una adaptación de imagen real se presentó en Japón en la primavera del 2012 como dos películas, la segunda estrenándose poco tiempo después de la primera. El elenco se encuentra encabezado por Toma Ikuta (como Motoharu Yano) y Yuriko Yoshitaka (como Nanami Takahashi).

## Argumento
Bokura ga ita relata la historia de amor entre dos estudiantes de preparatoria, Motoharu Yano y Nanami Takahashi. Motoharu tiene 2 de cada 3 chicas conquistadas en clase, es habilidoso en todo lo que quiera llevar a cabo, y es muy popular dentro de su curso. Sin embargo, esconde un amargo pasado. Nana, por otro lado, se obliga a sí misma no hacerle ningún caso, sin embargo, no puede evitar comenzar a sentir algo por él. Al acercarse más a Yano, Nana descubrirá que su anterior novia falleció en un accidente de tráfico mientras se encontraba con otro hombre, hecho que evitó que Yano volviese a sentir amor hacia otra persona. Nana deberá entonces afrontar todo tipo de obstáculos para llegar al corazón de Yano, y al llegar a él, deberán luchar por sus sentimientos mucho más allá de los recuerdos.

## Personajes
Nanami "Nana" Takahashi (高橋 七美 Takahashi Nanami?)

Voz Nozomi Sasaki/Tini Stoessel
Nana-chan es una chica un poco tímida, que aspira a tener muchos amigos. Es bastante normal cuando la describen, todos los personajes que la describen dicen que es "normal". 
Es un poco infantil, soliendo reír a cada rato pero brindar sonrisas a quien lo necesite.
Al contrario de Yano, es una pésima alumna, particularmente en matemáticas. 
Es la presidenta estudiantil.
Nanami intentará negar el amor que siente hacia Yano, pero cuando lo admite, se encontrará con el oscuro pasado que oculta. Ellos se enamorarán, pero deberán solucionar los problemas del pasado. Nana-chan estará muy atenta al recuerdo de Nana-san (la novia fallecida de Yano), logrando sacar el dolor de Yano hacia afuera, para luego intentar sanarlo. Ella pondrá todas sus fuerzas para que Yano pueda sanar su pasado, para poder construir un futuro juntos.
Motoharu Yano (矢野 元晴 Yano Motoharu?)

Voz Hiroshi Yazaki/Gerardo Vásquez 
generalmente Yano, es un chico muy popular del cual 2 de cada 3 de las chicas de la clase gustan. Le gusta bromear, es extrovertido e inteligente. Según Nana-chan, es la clase de chico que tiene un aura que hace que se acerquen a él, si él va a jugar al fútbol todos los siguen pero cuando deja los demás dejan. 
Él ha demostrado ser cerrado y tener ideas de forma de auto-protegerse de los demás, ideas como: "Yo nunca me arrepiento de mis acciones" o "Hay dos tipos de personas, lo que están dentro de mi círculo y los que no. Dentro de mi círculo estoy yo y mi novia, fuera están los demás". 
Él era el novio de Nana-san, el día de su muerte se habían peleado, y a su vez, ella lo engañaba con otro hombre. Aunque él evite demostrarlo, conforme avance la historia será más evidente el profundo amor que siente hacia ella, extrañándola constantemente. 
Con la aparición de Nanami, Yano volverá a creer en el amor y que se puede ser feliz después de tanto sufrimiento.
Masafumi "Take" Takeuchi (竹内 匡史 Takeuchi Masafumi?)

Voz Takuji Kawakubo/Diego Armando Ángeles
Takeuchi es el mejor amigo de Yano. Él es el chico ideal: es una buena persona, es caritativo, ayuda a los demás y es buen alumno. 
Él acompañará a Nana durante muchas circunstancias, hasta enamorarse de ella, y se debatirá a sí mismo entre seguir su corazón o respetar la relación que Yano y Nana tienen. Será su oportunidad para luchar por sus sentimientos.
Yuri Yamamoto (山本 有里 Yamamoto Yuri?)

Voz Erina Nakayama/Melanie Henriquez
Yamamoto es la hermana de Nana-san, la novia fallecida de Yano. 
Es compañera de Yano desde infancia. Es retraída, introvertida, seria y poco atractiva en comparación con su hermana (que tenía fama de ser hermosa). Es buena en los estudios. 
Ella está enamorada de Yano, sin embargo lo hace sufrir con los recuerdos de su hermana, y más aún con la relación que tuvieron los dos luego de la muerte de la misma.
Nana Yamamoto (山本 奈々 Yamamoto Nana?)

Voz Yurin/Annie Rojas
Yamamoto Nana fue la hermana mayor de Yuri Yamamoto y la exnovia de Yano. 
Ella se destacaba por ser hermosa, aunque también era muy tonta. Antes de conocer a Yano estaba sumida en una relación conflictiva con un hombre que la usaba, golpeaba y maltrataba, sin embargo afirmaba amarlo y no podía dejarlo por sus propios medios. 
Conoció a Yano, quien se enamoró de ella y consiguió apartarla de ese hombre. Ella prometió jamás traicionarlo, aunque sin embargo luego lo engañó después. Yano no pudo tolerarlo y se pelearon el día del cumpleaños de ella. Nana-san decidió entonces subirse al auto del hombre que la maltrataba, pero en un accidente de tráfico el automóvil chocó y fallecieron los dos.
Su muerte no solo afectó a Yano, sino que deshizo a toda su familia. Al ser la hija preferida de sus padres, su madre quedó destrozada, su padre no aguantó más la relación con su mujer y se fugó con una amante, y Yamamoto en medio de esa situación decidió no ir a la universidad.
El fantasma de Nana-san perseguirá a todos los personajes, y Nanami deberá afrontar todos los obstáculos posibles para que Yano pueda aceptar y dejar ir su pasado, para poder vivir el futuro.

## Música
Opening Theme:
"Kimi Dake Wo (君だけを…?)" de Mi
Ending Theme:
"Aishiteru (アイシテル?)" de Mi (eps 1, 8, 10)
"Koko ni ite (ここにいて?)" de Kaori Asou (ep 2, 5, 24)
"Sunset (サンセット?)" de Mi (eps 3, 18)
"Suki dakara (好きだから?)" de Izumi Katou (eps 4, 6)
"Futari no Kisetsu ga (ふたりの季節が?)" de Nozomi Sasaki (eps 7, 9, 11, 13)
"Utsukushisugite (美しすぎて?)" de Izumi Katou (ep 12)
"Kimi ga iru (キミがいる?)" de Izumi Katou (ep 14)
"Merry Go Round (メリーゴーラウンド?)" de Nozomi Sasaki (eps 15, 16, 19, 22)
"Kotoba (言葉?)" de Izumi Katou (eps 17, 20, 21, 23, 25, 26)